# Bishōnen
 (janvier 2015).
- Si vous ne connaissez pas le sujet, laissez ce bandeau (vous pouvez alors contacter les auteurs).
- Si vous supprimez le contenu mis en cause (vous pouvez préalablement contacter les auteurs),

argumentez précisément cette suppression dans la page de discussion
(un manque de référence n'est pas un argument ; une recherche réelle de référence doit avoir été effectuée, être formellement documentée).
 (janvier 2015).
Si vous disposez d'ouvrages ou d'articles de référence ou si vous connaissez des sites web de qualité traitant du thème abordé ici, merci de compléter l'article en donnant les références utiles à sa vérifiabilité et en les liant à la section « Notes et références ».
Pour le film hongkongais, voir Bishonen (film).

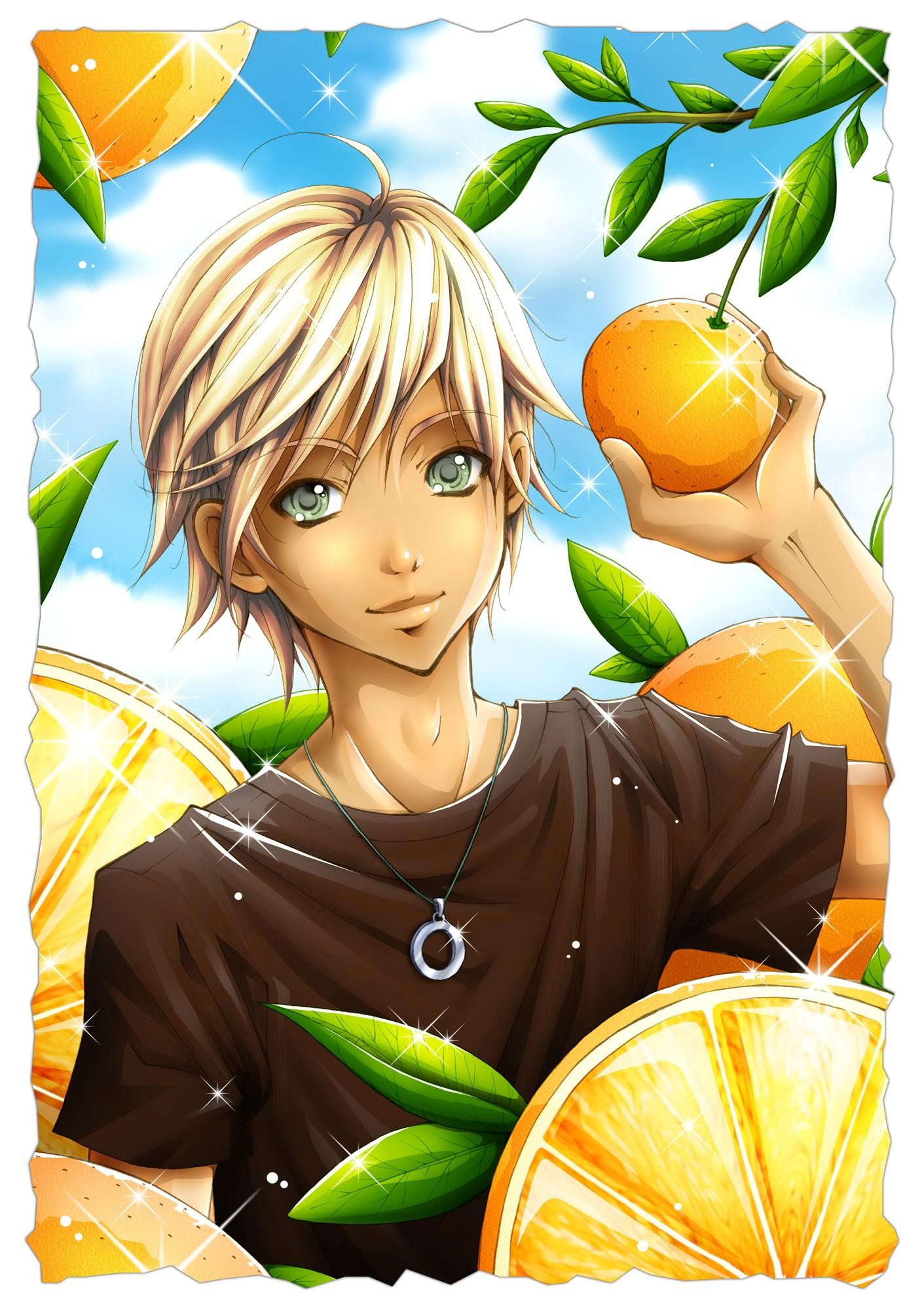
Manga Bishōnen.

Le terme bishōnen (美少年, de 美 bi beauté et 少年 shōnen jeune homme) est un mot japonais qui signifie « joli garçon ». C'est un terme courant dans les domaines des mangas et de l'anime.

## Détails
C'est un concept spécifiquement japonais de beauté masculine pour un jeune homme, puisque le préfixe bi (美) s'emploie spécifiquement pour la beauté féminine. Si on utilise ce préfixe avec le suffixe jin (人) pour « personne », formant ainsi le mot bijin, c'est-à-dire « belle personne », ce terme s'utilise exclusivement pour signifier « belle femme ».
Le bishōnen typique est grand, mince, avec des épaules larges, mais généralement peu musclé. Son menton n'est pas prononcé et ses cheveux ont un style travaillé. Son apparence générale est plutôt androgyne. L'esthétique des bishōnen vient du jeune amant homosexuel idéal, une idée qui est probablement l'héritage des acteurs efféminés jouant les rôles féminins dans le théâtre kabuki. Ce style est perpétué de nos jours dans les cultures des mangas et des anime, en particulier dans les genres shōjo, shōnen-ai et yaoi. Dans les anime, la plupart des personnages homosexuels sont mis dans la catégorie des bishōnen.
L'origine de ce concept est Le Dit du Genji de Murasaki Shikibu.

## Exemples
Voici une liste d'exemples contemporains de personnalités de type bishōnen.
- Yamashita Tomohisa
- Miyavi
- Hideaki Takizawa
- Koike Teppei
- Kamenashi Kazuya
- Ueda Tatsuya
- Tegoshi Yuya
- Nishikido Ryo
- Akanishi Jin
- Takanori Nishikawa, alias T.M. Revolution
- Matsuda Shota
- Oguri Shun
- Matsumoto Jun
- Kenichi Matsuyama
- Seto Koji
- Miura Haruma
- Hidetoshi Nakata

Ces musiciens sont connus pour inspirer des personnages bishōnen de manga.
- Gackt
- Shuuji (SID)
- Aki (SID)
- Miyabi
- Sakurai Takahiro
- Miyano Mamoru
- heidi
- the GazettE
- Daigo (Breakerz)
- Atsushi Sakurai (Buck-Tick)

## Manga & anime
- Hakuouki shisengumi kitan (saison1)
- Hakuouki hekkestu roku (saison2)
- Uragiri Wa Boku No Namae Wo Shitteiru
- Vampire Knight
- Togainu No Chi
- Junjou Romantica
- InuYasha
- The Tyrant Who Fall In Love
- Black Butler
- Undertaker Riddle
- Totally Captivated
- Brave 10
- Hiiro no Kakera
- Saint Beast
- Uta no prince sama
- Sekai ichi hatsukoi
- Saint Seiya
- La Rose de Versailles
- Zetsuai 1989

Quelques exemples de bishonen
- Akise Aru (Mirai Nikki)
- Mahiro Fuwa (Zetsuen no Tempest).
- Toki Fujiwara (Code Breaker)
- Gilbert (Pandora Hearts)
- Izaya Orihara (Durarara!!)
- Kuran Kaname (Vampire Knight)
- Sebastian Michaelis (Black Butler; Kuroshitsuji)
- Shiki (vampire knight)
- Ruka Crosszeria (Uragiri wa boku no namae wo shitteiru)
- Mochizuki Jirou
- Mookyul Eun (Totally captivated)
- Usui Takumi (Kaichou so wa maid-sama)
- Tsukyomi Ikuto (Shugo Chara)
- Nezumi
- Tatsumi Souichi
- Mikaijin Oparû
- Kiryu Zero (Vampire Knight)
- Jinguji Ren (Uta no prince-sama)
- Yukina Kou (Sekai Ichi Hatsukoi)
- Kaworu Nagisa (Neon Genesis Evangelion)
- Himura Kenshin (Kenshin le vagabond)